# Konsonantalfabet
Konsonantalfabet, abjad, konsonanttekst eller konsonantskrift er et skriftsystem, der har ét tegn per konsonantisk fonem, dvs. at kun konsonanterne noteres og vokal-lydene er underforståede. Eksempler på konsonantalfabeter er de hebraiske, arabiske og avestiske alfabeter. Arabisk betegnes dog mere som en hybrid, da der benyttes både vokal-bogstaver, såsom ي (e eller i) og و (o eller u), og diakritiske tegn.
Ofte er der mulighed for ved hjælp af diakritiske tegn at angive vokaler, hvis det skulle være nødvendigt.
Begrebet abjad lanceredes (som også abugida) af lingvisten Peter T. Daniels i hans The World's Writing Systems (Oxford, 1996).